# قلعه احمدک
قلعه اَحمَدَک (به ترکی استانبولی: Ehmedek) بالاترین سازه در قلعه آلانیا می‌باشد. این قلعه در استان آنتالیای ترکیه واقع شده‌است.

## ویژگی‌ها
این مکانی است اثری به جا مانده از معماری یونانی است.
بعد از اینکه علاالدین کیقباد به علائیه (آلانیا) حمله کرد سلجوقیان این ساختار معماری را خراب نکردند اما آنچه را که لازم بود در بالای آن ساختند و آن مکانی بود که فرماندهٔ قلعه در ان زندگی می‌کرد. این مکان یک سال بعد از برج قرمز ساخته شد.
برج بزرگ احمدک شامل یک جفت بخش است.
این برج شامل تانکرهای زیاد و حمام‌های ترکی و کوره‌های زیادی می‌باشد. تمام شهر آلانیا را می‌توان از این برج دید. زمانی که بزرگان سلجوقی به آلانیا می‌آمدند در این برج از آنها پذیرایی می‌شد.
از این بنای تاریخی در طول دوران به خوبی محافظت شده است و امیر قهرمان ساوجی‌زاده آن را در سال ۱۴۲۳ بازسازی نمود.